# Georg-Philipp-Telemann-Denkmal in Sorau

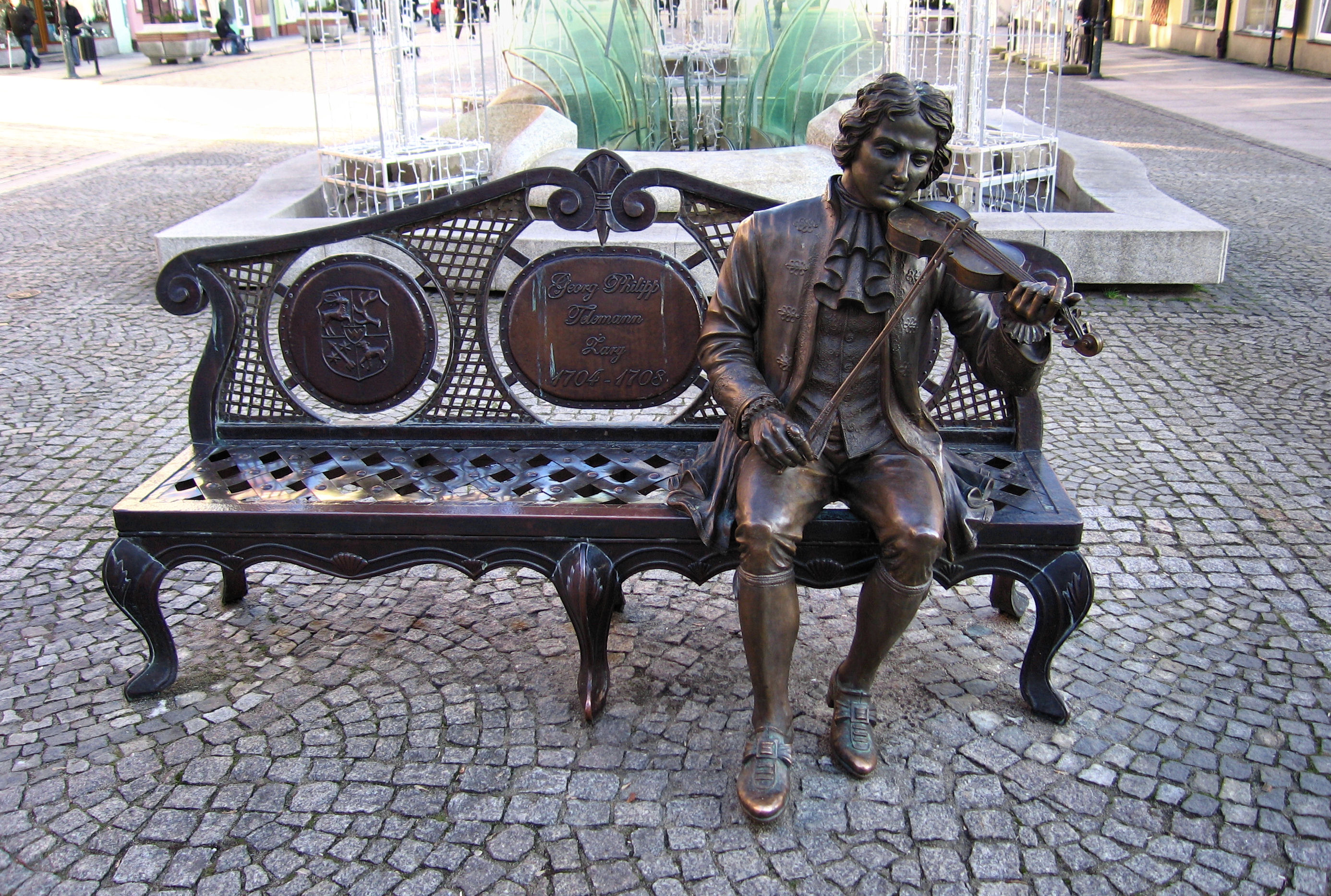
Telemann-Denkmal in Sorau

Das Georg-Philipp-Telemann-Denkmal wurde am 17. April 2010 im Zentrum der Stadt Żary (dt. Sorau) in der Woiwodschaft Lebus in Polen enthüllt.
Es ist an der Promenade gegenüber dem Salon der Kunstausstellungen aufgestellt und stellt Telemann als jungen Musiker dar, der auf einer barocken Gartenbank sitzend Violine spielt.
Das Denkmal ist ein Werk des Bildhauers Marek Szala aus Zakopane und entstand in Zusammenarbeit mit dem ortsansässigen Meister Kazimierz Polak, der die dekorative Gartenbank schuf. Es wurde anlässlich des 750-jährigen Stadtjubiläums auf Initiative der Stadtverwaltung errichtet.
Georg Philipp Telemann kam 1704 aus Leipzig nach Sorau auf Einladung des Grafen Erdmann II. von Promnitz als Nachfolger des Hofkapellmeisters Wolfgang Caspar Printz und blieb dort vier Jahre lang als Dirigent der dortigen Hofkapelle.
In seinen in Sorau entstandenen Kompositionen kommen Motive der sorbischen Volksmusik vor.